# HD30020
HD30020 — хімічно пекулярна зоря спектрального класу F2, що має  видиму зоряну величину в смузі V приблизно  6,8.
Вона  розташована на відстані близько 405,7 світлових років від Сонця.